# Terremoto do Friul em 1348
O terremoto de 25 de janeiro de 1348, na região alpina meridional do Friul, foi sentido em toda Europa. O sismo ocorreu no mesmo ano que a Peste Negra devastava a Itália. De acordo com fontes contemporâneas, ele provocou grandes danos estruturais: igrejas e casas ruíram, vilas foram destruídas e um odor pestilento emanava da terra.

## Impacto
O epicentro estava localizado a leste de Tolmezzo, Venzone e Gemona, com uma intensidade sísmica entre oito e nove de acordo com a Escala Macrossísmica Europeia (aproximadamente 6,9 na Escala Richter). A maior parte dos danos relatados foi no norte da Itália (mas há notícias de danos em Pisa e Nápoles), na moderna região do Friul-Veneza Júlia, nas províncias vizinhas de Belluno, Vicenza e Verona, chegando até a Lombardia e Veneza, além do Ducado da Caríntia, na Áustria, e Carniola (na Eslovênia) para o norte e leste. Choques posteriores foram sentidos até 5 de março.
Começando no início da tarde, o terremoto causou centenas de  vítimas e destruiu muitos edifícios. Em Udine, o castelo e a catedral foram muito danificados. Na Caríntia, a cidade de Villach e diversas vilas vizinhas foram praticamente destruídas por grande deslizamento seguido de uma enchente do rio Gail. Mesmo em Roma, segundo alegam algumas fontes, o terremoto provocou danos na Basílica de Santa Maria Maior e na Torre delle Milizie, cujo andar mais alto desabou e cuja estrutura ganhou a leve inclinação visível até hoje. Santi Apostoli, uma basílica do século VI, ficou tão danificada que foi abandonada por uma geração.
O terremoto coincidiu com o começo da Peste Negra na Europa; na mentalidade da época, os desastres estavam ligados como Atos de Deus, mas eram aceitos como algo tremendo e inesperado, mas ainda assim como parte da vida cotidiana. O historiador da medicina A.G. Carmichael observou que "o terremoto de 25 de janeiro de 1348 provavelmente alimentou e focou temores especificamente apocalípticos mais do que a peste". O terremoto foi relatado no diário da freira germânica Christina Ebner e também em diversas crônicas municipais e abaciais, o que permitiu que os historiadores modernos tornar o "evento do Friul" um dos mais estudados terremotos medievais.